# Santarém (district)
District Santarém is een district in Portugal. Met een oppervlakte van 6.747 km² het 17e grootste district. Het inwonersaantal is 425.431 (2021). Hoofdstad is de gelijknamige stad Santarém.
Het district is onderverdeeld in 21 gemeenten:
- Abrantes
- Alcanena
- Almeirim
- Alpiarça
- Benavente
- Cartaxo
- Chamusca
- Constância
- Coruche
- Entroncamento
- Ferreira do Zêzere
- Golegã
- Mação
- Ourém
- Rio Maior
- Salvaterra de Magos
- Santarém
- Sardoal
- Tomar
- Torres Novas
- Vila Nova da Barquinha

## Demografische ontwikkeling
Aveiro · Beja · Braga · Bragança · Castelo Branco · Coimbra · Évora · Faro · Guarda · Leiria · Lissabon · Portalegre · Porto · Santarém · Setúbal · Viana do Castelo · Vila Real · Viseu

Autonome regio's van Portugal: Azoren · Madeira